# 17059 Elvis
17059 Elvis è un asteroide della fascia principale. Scoperto nel 1999, presenta un'orbita caratterizzata da un semiasse maggiore pari a 2,4195785 UA e da un'eccentricità di 0,0820263, inclinata di 3,50535° rispetto all'eclittica.
Il suo nome è dedicato al cantante Elvis Presley.